# Палађанело
Палађанело (итал. Palagianello) је насеље у Италији у округу Таранто, региону Апулија.
Према процени из 2011. у насељу је живело 7195 становника. Насеље се налази на надморској висини од 115 м.

## Становништво
Према резултатима пописа становништва 2011. у општини је живело 7.854 становника.
| 1931. | 1936. | 1951. | 1961. | 1971. | 1981. | 1991. | 2001. | 2011. |
| ----- | ----- | ----- | ----- | ----- | ----- | ----- | ----- | ----- |
| 3.710 | 3.770 | 5.241 | 5.657 | 5.797 | 6.395 | 7.136 | 7.483 | 7.854 |